# Съветска империя
Съветска империя е термин, използвон в съветологията за обозначаване на съветското влияние над редица по-малки страни, които формално са независими, но могат да бъдат обект на военна намеса, в случай че опитат да напуснат съветската сфера на влияние (виж: Унгарско въстание и Пражка пролет).
Въпреки че Съветският съюз не е управляван от император и се обявява за антиимпериалистическа държава, някои негови критици твърдят, че проявява тенденции, присъщи за империя. Според учени Съветският съюз е хибрид, съдържащ елементи, които са общи за всички многонационални империи и държави. Твърди се също, че СССР практикува колониализъм както други империалистически сили.
„Империята“ съществува от създаването на Народна република Монголия през 1924 г., разширява се след присъединяването на 3-те балтийски държави Естония, Латвия и Литва през юни 1940 г. и след Втората световна война и съществува до разпадането на Съветския съюз през декември 1991 г. Някои държави остават комунистически и до днес – Китай, Лаос, Виетнам и Куба. 

## Влияние
- СССР и неговите сателитни държави [4][5]

Тези страни са най-близките съюзници на Съветския съюз. Те са членове на Съвета за икономическа взаимопомощ – оглавявана от СССР икономическа общност, основана през 1949 г. В допълнение тези от тях, които са разположени в Източна Европа, са част от Организацията на Варшавския договор. Те понякога са наричани Източен блок и често са считани като сателитни на СССР държави.
| - България - Куба - Чехословакия - Източна Германия - Унгария - Монголия - Полша - Румъния - Северен Виетнам/Виетнам (1954 – 1991) - Албания (напуска СИВ през 1961 г. след китайско-съветския разкол) |

- Северна Корея е съветски съюзник[6], но винаги е следвала силно изолационна външна политика и поради това не е част от Съвета за икономическа взаимопомощ или друга международна организация на социалистическите страни.

## Съветско влияние в Третия свят
Голям брой страни в Третия свят са с просъветски правителства по време на Студената война. В политическата терминология на Съветския съюз те са „страни, които се движат по социалистически път на развитие“, за разлика от по-напредналите „страни на развития социализъм“, които са разположени предимно в Източна Европа, но включват и Виетнам и Куба.
Повечето от тях получават някаква помощ, независимо дали военна или икономическа, от Съветския съюз и са под влияние от него в различна степен. Понякога тяхната подкрепа за Съветския съюз спира по различни причини – в някои случаи просъветското правителство губи властта, а в други просъветските войски биват свалени от военни преврати, подкрепяни от САЩ (като в Чили и Бразилия), а случва се и просъветски войски да получат военна помощ от СССР (като Виетнам) или същото това правителство остава на власт, но променя отношенията си със Съветския съюз.
Някои от тези страни не са социалистически. Те са в курсив.
| - Египет (1954 – 1973) - Сирия (1955 – 1991) - Ирак (1958 – 1961) - Гвинея (1960 – 1978) - Сомалия (1961 – 1977) - Гана (1964 – 1966) - Перу (1968 – 1975) - Судан (1968 – 1972) - Либия (1969 – 1991) - Народна република Конго (1969 – 1991) - Чили (1970 – 1973) - Йемен (1969 – 1970) |  | - Уганда (1966 – 1971) - Мадагаскар (1972 – 1991) - Етиопия (1974 – 1991) - Лаос (1975 – 1991) - Бенин (1975 – 1979) - Мозамбик (1975 – 1990) - Ангола (1977 – 1991) - Афганистан (1978 – 1991) - Гренада (1979 – 1983) - Никарагуа (1979 – 1990) - Народна република Кампучия (1979 – 1989) |

## Социалистически страни, опозиционни на СССР
Някои социалистически страни са открито против Съветския съюз и много от неговите политики. Въпреки че техните форми на управление може да са подобни, те са напълно суверенни от СССР и провеждат с него само формални връзки. Отношенията често са напрегнати, понякога дори до точка на въоръжен конфликт.
| - Югославия (от 1948) - Албания (от 1961) - Китай (от 1961) - Демократична Кампучия (от 1975 – 1979) - Сомалия (1977 – 1991) |